# هناء الرملي
هناء صلاح الدين الرملي هيَ مُهندسة فلسطينية أردنية، وكاتبة وباحثة ومحاضرة وناشطة في مجال تكنولوجيا المعلومات وثقافة الإنترنت، وهيَ خبيرة استشارية في مجال التوعية بثقافة استخدام الإنترنت لعدد من الجهات الإعلامية من فضائيات وإذاعات وصحف ومواقع مُتخصصة، كما أنها خَبيرة استشارية في مجال التشجيع على القراءة وإنشاء المكتبات العامة في المناطق الفقيرة ومخيمات اللاجئين وجمعيات الأيتام.

## حياتها
وُلدت هناء في 7 أكتوبر 1961 في مدينة جدة في السعودية من أب فلسطيني (صلاح الدين الرملي) وأُم سورية (ناديا حاج قاسم) تم تهجيرهُما من مدينة يافا في فلسطين على أثر نكبة 1948. تَخرجت هناء من قسم الهندسة المدنية من جامعة تشرين في عام 1983. انتقلت هَناء مع أهلها للإقامة في عدد من الدُول العَربية، وتُقيم حالياً ما بين مدينة عَمان في الأردن ومدينة مونتريال في كندا.
تُعتبر هناء من أوائل الكُتاب العرب الذين قاموا بنشر مقالاتهم وخواطرهم باللغة العربية منذُ عام 1996 على موقع نسيج، كما نشرت عدد من المقالات المتخصصة بتكنولوجيا المعلومات في عدد من مواقع التقنية والصحف العربية والكَندية منذُ عام 1996. تُعتبر هناء من السيدات الأوائل اللواتي صممنَّ مواقع عربية تُقدم خدمات عامة للمستخدمين منذُ بدايات الإنترنت، حيثُ صَممت موقع بطاقات هناء نت في عام 2000، وموقع فنان الكاريكاتير الفلسطيني ناجي العلي في عام 2002.
في عام 2005 حَصلت هناء على جائزة المهندسات المبدعات في نقابة المهندسين الأردنيين، وفي عام 2007 أخرجت هناء فيلم «الأيقونة» الذي يتحدث عن حنظلة وقد تم عرض هذا الفِيلم في العديد من الدُول، وفي عام 2013 حَصلت هناء على جائزة تقديرية ولقب «مُغيرة الحياة» (life changer) من مُؤسسة إنقاذ الطفل ومؤسسة دياكونيا السويديتين، كما منحها الإعلام السويدي في نفس العام لَقب «المرأة التي تحارب الفقر بالكُتب».
في عام 2013، اعتُبِرت هناء صاحبة أهم قصة نجاح مُلهمة على مستوى العالم في مجال التشجيع على القراءة، وذلك عن مبادرتها بعنوان «كتابي كتابك»، وعلى أثر ذلك حلت كضيفة مُتحدثة حول المُبادرة في عدد من المحاضرات في السويد وفي معرض جوتنبرج الدولي للكتاب. وفي عام 2014، اختارها موقع الفيس بوك كناشطة اجتماعية وصاحبة قصة نجاح مُهمة في استخدام الفيس بوك في العمل المجتمعي وتفعيل المبادرات المجتمعية، كما تمَ اختيارها للمشاركة في حوار بين إدارة موقع فيس بوك والناشطة الباكستانية ملالا يوسفزي.
كما عملت هناء على العديد من المُبادرات والمشاريع والحملات التوعوية في مجال ثقافة استخدام الإنترنت، ففي عام 2004 أطلَقت برنامج «ثقافة الإنترنت المجتمعية» للتوعية بأفضل الطرق للاستخدام الواعي والمسؤول والحضاري لدى مستخدمين الإنترنت من كافة الأعمار، وفي عام 2012 عملت على مشروع «شمس الإنترنت - عصافير الشمس» والذي يهدف إلى تأهيل الفتيات اليتيمات في مخيمات اللاجئين، بطرق استخدام الإنترنت في تنمية مهاراتهن وهواياتهن، واستخدام الإنترنت كمنبر إعلامي لإيصال أصوتهن للعالم.
ومنذ عام 2013 تعمل هناء في مجال ثقافة الإنترنت في برنامج «ديجيتال» على إذاعة مونت كارلو الدولية، وفي عام 2014 ألقت هناء سلسلة من المُحاضرات في أمانة عمان ومراكزها بعنوان «الإنترنت والأسرة ـ مزايا أكثر مخاطر أقل».
أما في عام 2015، فعملت هناء على مشروع «جيل الإنترنت ثقة وأمان» والذي يهدف إلى توعية الأطفال والناشئين حول طرق الحماية من التنمر الإلكتروني والتحرش الجنسي عبر الإنترنت، وكان ذلك من خلال ورش تدريب في مكتبات أمانة عمان الكبرى ومراكزها الثقافية، وفي نفس العام عملت على مشروع «جيل الإنترنت بلا حدود» والذي كان عبارةً عن مُحاضرات أونلاين وحوارات مع طلاب المدارس والجامعات من خلال الإنترنت في دول عربية متعددة.

### التخصصات
تنشط هَناء في عدد من التَخصصات مِنها:
- التنمر الإلكتروني أو البلطجة الإلكترونية وَالتحرش الجنسي عبر الإنترنت.[26][27][28]
- الابتزاز المادي الجنسي عبر الإنترنت.[29]
- الإنترنت الآمن للأسرة العربية وطرق حماية الأطفال.
- إدمان الإنترنت.[30]
- إثراء المحتوى العربي على الإنترنت.[31]
- التوعية في مجال التحريض على الكراهية والعنف والتطرف والإرهاب عبر الإنترنت، وغسيل الأدمغة لغرس مفاهيم وعادات متطرفة دينياً وأخلاقياً عبر الإنترنت.[32]
- أخلاقيات استخدام الإنترنت ومواقع التواصل الاجتماعي وتطبيقاته والألعاب الإلكترونية.

## مؤلفاتها
في عام 2015 ألفَت هناء كِتاب «أبطال الإنترنت» والذي أُقيمت عدة حفلات توقيع له في كل من مصر والأردن وكندا، كما ألفت سلسلة قصص وقصائد من قصص الأطفال بعنوان «لعصافيرنا أجنحة وقمح»، وعدد من النصوص المسرحية، وقصائد شعر للأطفال واليافعين.
صدر لها في فبراير (شباط) 2021 رواية «ميس طفلتي الافتراضية»، والتي تُوصف على أنها «رواية تكشف استراتيجيات المتحرشين جنسيًا عبر الإنترنت»، كما صدر لها في يونيو (حزيران) 2021 كتاب «أصدقائي فوق الشجرة» نص مسرحية شعرية للناشئين تهدف إلى النهوض بالأطفال اللاجئين ضحايا الحروب واليتم والإعاقات الجسدية، وتحفيزهم لبناء ذاتهم وتحقيق أحلامهم.
كتاب «حكايات وأغنيات الإنترنت» مجموعة قصص شعرية للأطفال حول الحماية من مخاطر الإنترنت (التنمر الإلكتروني والتحرش الجنسي عبر الإنترنت). وقصص نجاح ملهمة واقعية.
كتاب «نيتكيت وبس ـ اتيكيت الإنترنت» متخصص بآداب التواصل عبر الإنترنت ووسائل التواصل الاجتماعي. كي يكون الاستخدام آمن وإيجابي وحضاري.
كتاب «شيفرة الياسمين وخوارزميات الانتظار» ديوان شعر ونثر من أدب الرسائل.

## العضوية
- مُؤسِسة ورئيسة جمعية كتابي كتابك لثقافة الطفل والأسرة.[41][42]
- عضو في نقابة المهندسين الأردنيين.
- عضو هيئة إدارية في اتحاد كتاب الإنترنت العرب.
- عضو مجلس إدارة ورئيسة لجنة الثقافة والإعلام في Fondation Canado-Palestinienne du Québec المؤسسة الكندية الفلسطينية ولاية كيبيك ـ كندا.[43]

## وصلات خارجية
- لقاء مع الاستشارية في ثقافة الإنترنت هناء الرملي في برنامج نقطة حوار على يوتيوب
- فيلم وثائقي للتلفزيون السويدي حول قصة نجاح هناء الرملي في مبادرة كتابي كتابك على يوتيوب